# Le Mesnil-Germain
Le Mesnil-Germain é uma ex-comuna francesa na região administrativa da Normandia, no departamento de Calvados. Estendeu-se por uma área de 8,64 km². Em 2010 a comuna tinha 265 habitantes (densidade: 30,7 hab./km²).
Em 1 de janeiro de 2016 foi fundida com as comunas de Livarot, Auquainville, Les Autels-Saint-Bazile, Bellou, Cerqueux, Cheffreville-Tonnencourt, La Croupte, Familly, Fervaques, Heurtevent, Le Mesnil-Bacley, Le Mesnil-Durand, Meulles, Les Moutiers-Hubert, Notre-Dame-de-Courson, Préaux-Saint-Sébastien, Sainte-Marguerite-des-Loges, Saint-Martin-du-Mesnil-Oury, Saint-Michel-de-Livet, Saint-Ouen-le-Houx e Tortisambert para a criação da nova comuna de Livarot-Pays-d'Auge.